# 勒萊耶
勒萊耶（英語：Lerajie），为所羅門七十二柱魔神中排第14位的魔神，位階侯爵，統帥30個軍團。別名是「列拉金」（Leraje）。喜好各式各樣的競技及引發大規模的鬥爭(戰爭)。擁有可以讓傷者傷勢無法好轉甚至導致死亡的能力，但相反也有令其完全恢復的能力。好像他跟巴巴妥司(Barbatos，所羅門七十二柱魔神中的第8位魔神)是同一個人。當勒萊耶出現在召喚者面前時，他會以一身綠色的裝束，手執著獵弓出場。看起來就好像是一位狩獵者或者是弓箭手。不過，如果說與動物有密切關係的Barbatos是正直的狩獵者，那麼，Lerajie則像是在背地裡耍小手段的弓箭手。他的能力與競技、戰爭有關。本身是名熱衷競技的惡魔，除競技與鬥爭外，還精通各項運動，可以說是天生的運動狂。若是召喚者有這樣的要求，他都不會輕易地要對方失望。他的戰略作風為：針對敵方的弱點，作出徹底式的攻擊，務求一擊即中，使敵方潰不成軍。在鬥爭的過程中，他的能力可以誘使敵方受傷(士氣)，延遲治療身上的傷勢(軍心)，甚至不能完全地治好；不過反過來，他也能使傷者完全痊癒。無論怎樣，他都不能撇除與戰爭有關。總括來說，是一位活躍，但是愛惹事生非的挑釁者。相反地，他的知名度卻出奇地低。
在《所羅門之鑰》的第一部典籍〈哥耶提雅〉中記載：
『只要被Lerajie的弓矢擊中，傷口會化濃惡化，完全潰爛而難以醫治。』